# Adhemar da Silva
Adhemar Ferreira da Silva, brazilski atlet, * 29. september 1927, São Paulo, Brazilija, † 12. januar 2001, São Paulo.
Da Silva je nastopil na poletnih olimpijskih igrah v letih 1948 v Londonu, 1952 v Helsinkih, 1956 v Melbournu in 1960 v Rimu. V letih 1952 in 1956 je postal olimpijski prvak v troskoku. Zmagal je tudi na Panameriških igrah v letih 1951 v Buenos Aires, 1955 v Ciudad de Méxicu in 1959 v Chicago. 3. decembra 1950 je izenačil svetovni rekord v troskoku s 16,00 m, za tem ga je trikrat zapored izboljšal, zadnjič leta 23. julija 1952 s 16,22 m. Leta 1953 je rekord prevzel Leonid Ščerbakov, toda da Silva ga je še zadnjič popravil 26. marca 1955 s 16,56 m. Veljal je do leta 1958, ko ga je izboljšal Oleg Rjahovski.
Leta 2012 je bil sprejet v novoustanovljeni Mednarodni atletski hram slavnih, kot eden izmed prvih štiriindvajsetih atletov.